# Archie Hamilton
Archibald Gavin Hamilton (né le 30 décembre 1941) est un homme politique du Parti conservateur britannique.

## Jeunesse et formation
Hamilton est le deuxième fils du 3e baron Hamilton de Dalzell, un lord d'honneur de la reine. Le titre est initialement accordé à son arrière-grand-père de John Hamilton (1er baron Hamilton de Dalzell), qui est un homme politique libéral, et passe à son deuxième fils, Gavin Hamilton (2e baron Hamilton de Dalzell), également un homme politique libéral, avant d'aller à son neveu, le père d'Hamilton. Sa mère, Rosemary Coke, est une fille du major Sir John Spencer Coke, fils de Thomas Coke (2e comte de Leicester) ; son grand-père maternel est Harry Levy-Lawson (1er vicomte Burnham).
Il est le frère cadet du 4e baron Hamilton de Dalzell, et est né au Château de Beckington, Beckington, Somerset, qui est alors la maison de campagne de ses parents . Il fait ses études au Collège d'Eton.

## Carrière politique
Hamilton est conseiller conservateur à Kensington et Chelsea de 1968 à 1971. Il se présente pour Dagenham aux élections de février et d'octobre 1974, mais est battu par le sortant du Labour, John Parker.
Il remporte le siège d'Epsom et Ewell lors d'une élection partielle de 1978 et le conserve jusqu'à sa retraite du Parlement en 2001.
Au cours de sa carrière parlementaire, il est secrétaire parlementaire privé (SPP) du secrétaire d'État à l'Énergie (1979-1981) et aux transports (1981-1982). De 1982 à 1984, il est whip conservateur adjoint. En 1984, il devient Lord commissaire du Trésor, poste qu'il occupe jusqu'en 1986. De 1986 à 1987, Hamilton est sous-secrétaire d'État parlementaire au ministère de la Défense.
Il est également SPP auprès du premier ministre Margaret Thatcher (1987-1988), ministre d'État, ministère de la Défense (ministre des Forces armées, 1988-1993) et est nommé conseiller privé en 1991. Il est président du Comité 1922 de 1997 à 2001.
En tant que député, il siège au Comité des normes et des privilèges (concernant l'éthique des lords et des communes) en 1996. De 1994 à 1997, il siège au Comité du renseignement et de la sécurité.
Il est fait chevalier en 1994. Il est créé pair à vie le 17 juin 2005 sous le titre de baron Hamilton d'Epsom, de West Anstey dans le comté de Devon. Depuis 2015, il siège au Comité mixte de la stratégie de sécurité nationale.

## Vie privée
Hamilton est un joueur de bridge. Il est membre de l'équipe du pont Lords et de l'All Party Parliament Bridge Group.
En 1968, il épouse Anne Catherine Napier (née en 1940), fille du commandant Trevylyan Michael Napier (1901-30 août 1940) et de la poète et auteure Priscilla Hayter (1908–98), qui a produit des livres sur les ancêtres de Napier, la poésie et une autobiographie, A Late Beginner. Anne est une sculptrice et peintre accomplie. Le couple a trois filles.
Il siège actuellement à la Chambre des Lords et est administrateur de Supporting Wounded Veterans  ainsi que président de l'Association Lest We Forget.